# Kia Carnival
El KIA Carnival (Sedona en Gran Bretaña y América del Norte) es un monovolumen del segmento D fabricado por la marca surcoreana KIA Motors desde el año 1998. Es un siete plazas con motor delantero y tracción delantera, desarrollado para enfrentarse a los  estadounidenses: Chrysler Voyager, Town & Country, Dodge Caravan/Grand Caravan, Chevrolet Lumina APV, Venture y Uplander, Pontiac Trans Sport, Montana y Montana SV6, Buick Terraza, Oldsmobile Silhouette y Saturn Relay, Ford Windstar y Freestar, Mercury Villager, Monterey y a las japonesas: Toyota Sienna, Nissan Quest, Mazda MPV y Honda Odyssey. Al igual que ellos y a diferencia de los monovolúmenes europeos similares (Opel Sintra, Renault Espace, Volkswagen Sharan, SEAT Alhambra, Ford Galaxy), el KIA Carnival tiene puertas laterales trasera corredizas y no pivotantes.

## Primera generación (KV-II, 1998-2006)
La primera generación del Carnival se comenzó a comercializar en septiembre de 1998. Se vendía con una caja de cambios automática de cuatro o cinco marchas y una manual de cinco marchas.
El Carnival se ofrecía con dos motores de gasolina y un diesel. Los gasolina eran atmosféricos de seis cilindros en V: un 2.5 litros de entre 150 y 180 CV de potencia máxima, y un 3.5 litros de 197 CV. El Diesel era un de cuatro cilindros en línea de 2.9 litros con turbocompresor e intercooler, que desarrollaba 126 o 145 CV; el segundo poseía inyección directa con alimentación por common-rail.

## Segunda generación (VQ, 2006-2011)
El Carnival de segunda generación se vendió desde 2006 hasta 2011. El Hyundai Entourage es esencialmente una versión rebautizada del Carnival/Sedona. Existen versiones de batalla corta y larga; en algunos países, el segundo se denomina Grand Carnival.
Sus tres motores eran un gasolina V6 de 2.7 litros y 189 CV, un gasolina V6 de 3.8 litros y 248 CV, y un diesel de 2.9 litros y 185 CV. La caja de cambios del Carnival podía ser manual o automática,la manual era de 5 velocidades y la automática de 6 velocidades.

## Hyundai Trajet (1999-2008)
Hyundai Trajet está basado en la primera generación del KIA Carnival.

## Hyundai Entourage (2006-2008)
Hyundai Entourage está basado en la segunda generación del KIA Carnival.

## Tercera generación (YP, 2014-2020)
La tercera generación de Carnival/Sedona debutó en abril de 2014 en el Salón Internacional del Automóvil de Nueva York para el año modelo 2015. Para el mercado de Estados Unidos, el Sedona cuenta con el motor V6 de 3.3 litros con inyección directa de gasolina (GDI) Lambda, que produce 206 kW (276 HP) y 336 N·m (247,8 lb·pie), una transmisión automática de seis velocidades y tracción delantera. Para el mercado de Corea del Sur, solo está disponible con el motor diésel de 2.2 litros que produce 147 kW (197 HP) y 440 N·m (324,5 lb·pie).

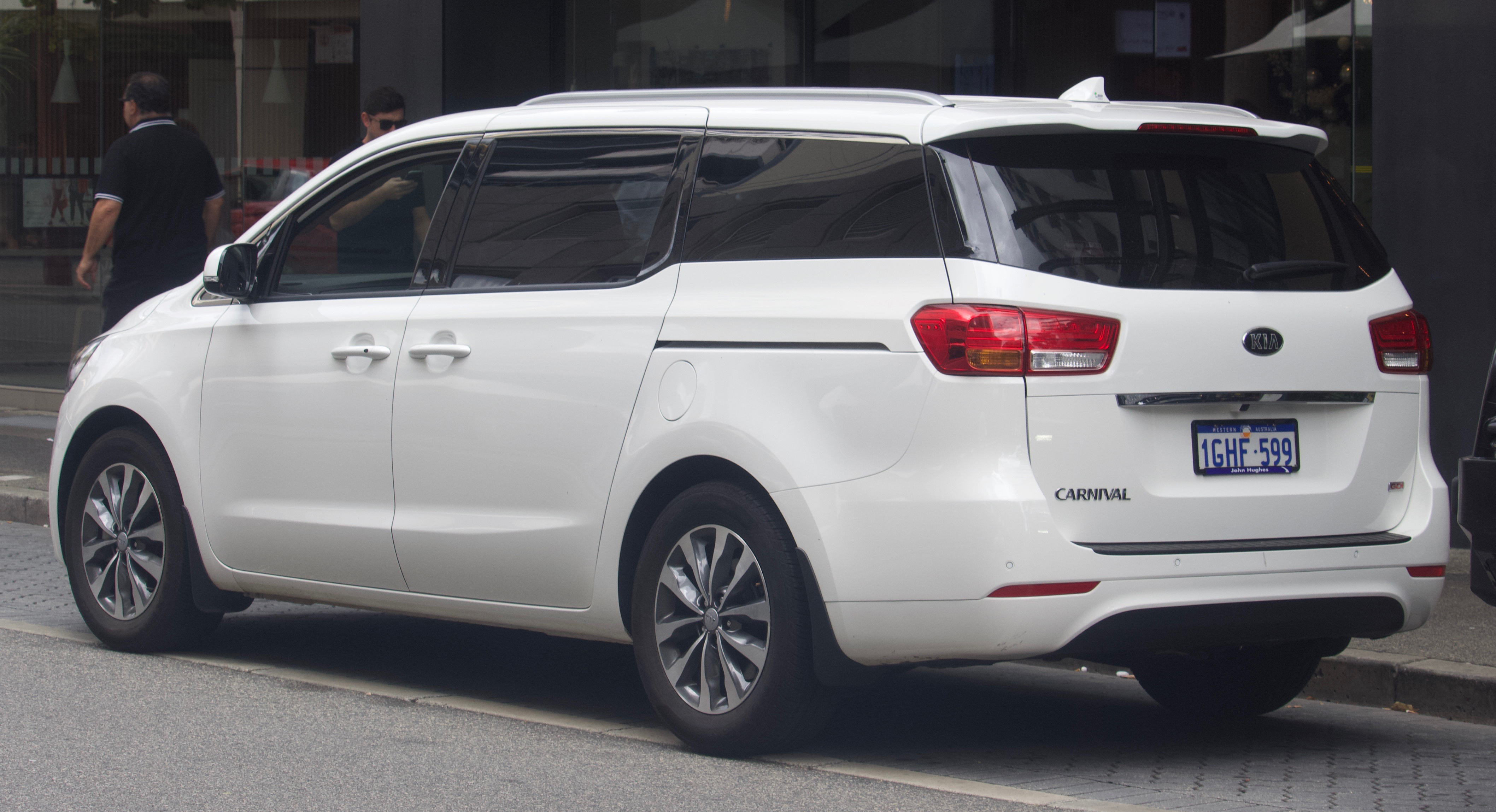
2017 Kia Carnival SLi (antes del rediseño, Australia)
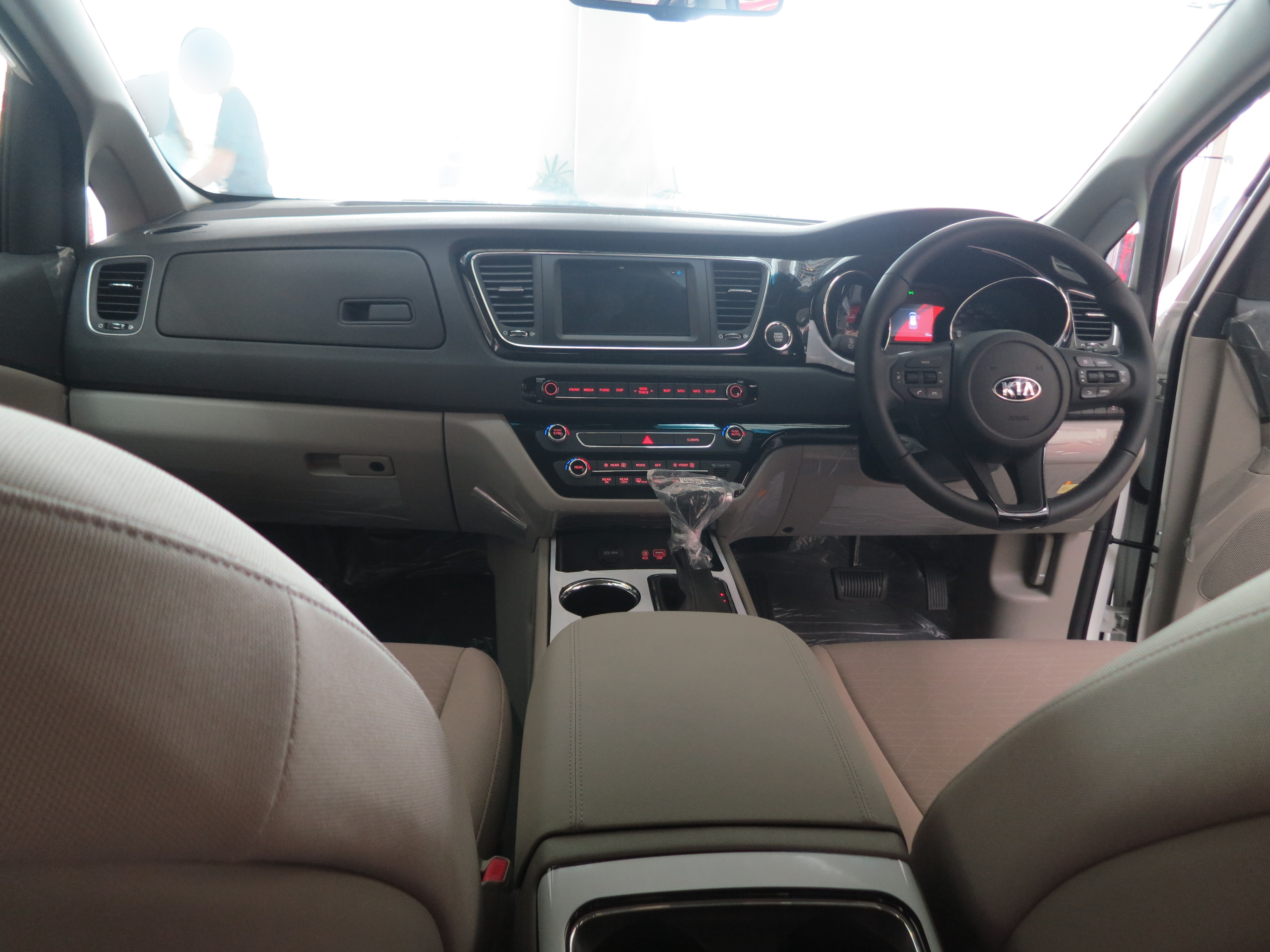
Interior

### Mercados

#### Estados Unidos
En Estados Unidos, el Sedona anteriormente solo estaba disponible en los niveles de equipamiento LX y EX. En 2015, Kia expandió los niveles de equipamiento a L, LX, EX, SX y Limited.

#### Arabia Saudita
En Arabia Saudita, está disponible en la versión Grand Carnival y viene en los niveles de equipamiento LX y EX, siendo EX el más alto de gama con algunas características de SX-L.

#### Australia
En Australia, el Carnival está disponible en los niveles de equipamiento S, Si, SLi y Platinum, con la opción de elegir entre el motor Lambda V6 de 3.3 litros GDI o el motor diésel R-Series de 2.2 litros I4, acoplado a una transmisión automática de 6 velocidades, mientras que los modelos a partir de 2018 vienen de serie con una transmisión automática de 8 velocidades. Desde su debut en Australia en febrero de 2015, el Carnival ha sido consistentemente el vehículo para pasajeros más vendido de Australia, con un promedio de alrededor de 500 ventas por mes, y en el año 2019 se registraron 6,493 unidades del Carnival.

#### India
Kia India lanzó el Carnival en India el 5 de febrero de 2020 en la Auto Expo 2020. La versión india está impulsada por un motor diésel CRDi de 2.2 litros, acoplado a una transmisión automática de ocho velocidades. El Carnival está disponible en tres variantes: Prestige, Limousine y Limousine+.

#### Indonesia
En Indonesia, el Grand Sedona se lanzó en agosto de 2016 en la 24ª edición del Salón Internacional del Automóvil de Indonesia en su variante a gasolina. La variante diésel y la versión rediseñada del Grand Sedona se lanzaron en la 26ª edición del Salón Internacional del Automóvil de Indonesia en agosto de 2018.

#### Malasia
La tercera generación del Carnival se lanzó en Malasia en marzo de 2017 como el Grand Carnival, importado en su totalidad. En enero de 2018, el vehículo comenzó a ensamblarse localmente en Malasia. El Grand Carnival del mercado malasio está impulsado por el motor diésel de 2.2 litros con una transmisión automática de seis velocidades. Kia lanzó la transmisión automática de ocho velocidades en octubre de 2018.

#### Vietnam
En Vietnam, el Grand Sedona se fabrica en una empresa conjunta con THACO en la planta de Chu Lai en la provincia de Quang Nam. Este modelo se exporta a Tailandia desde 2019.

#### Pakistán
A partir del 1 de junio de 2018, Kia lanzó el Grand Carnival en Pakistán en colaboración con su socio local Yunus Brothers Group, formando Kia Lucky Motors Pakistan.

#### Tailandia
En Tailandia, Yontrakit Kia Motor Co. Ltd lanzó el Kia Grand Carnival.[¿cuándo?] En noviembre de 2019, Yontrakit Kia comenzó a importar el nivel de equipamiento Carnival LX desde Vietnam en lugar de Corea del Sur, lo que resultó en una reducción significativa de precios debido al Área de Libre Comercio de la ASEAN.

#### México
El Sedona rediseñado se presentó en México el 5 de septiembre de 2018 como modelo 2019. Se ofrece en cuatro niveles de equipamiento: LX, EX, EX Pack y SXL. Todas las versiones cuentan con un motor de 3.3 litros.

## Cuarta generación (KA4, 2020-presente)
La cuarta generación del Carnival debutó en junio de 2020. Utilizando la nueva plataforma de tamaño medio de Hyundai-Kia, la longitud de la cuarta generación del Carnival crece en 40 mm (1,6 plg) y la distancia entre ejes se ha extendido en 30 mm (1,2 plg). Las ventas en Corea del Sur comenzaron en septiembre de 2020.

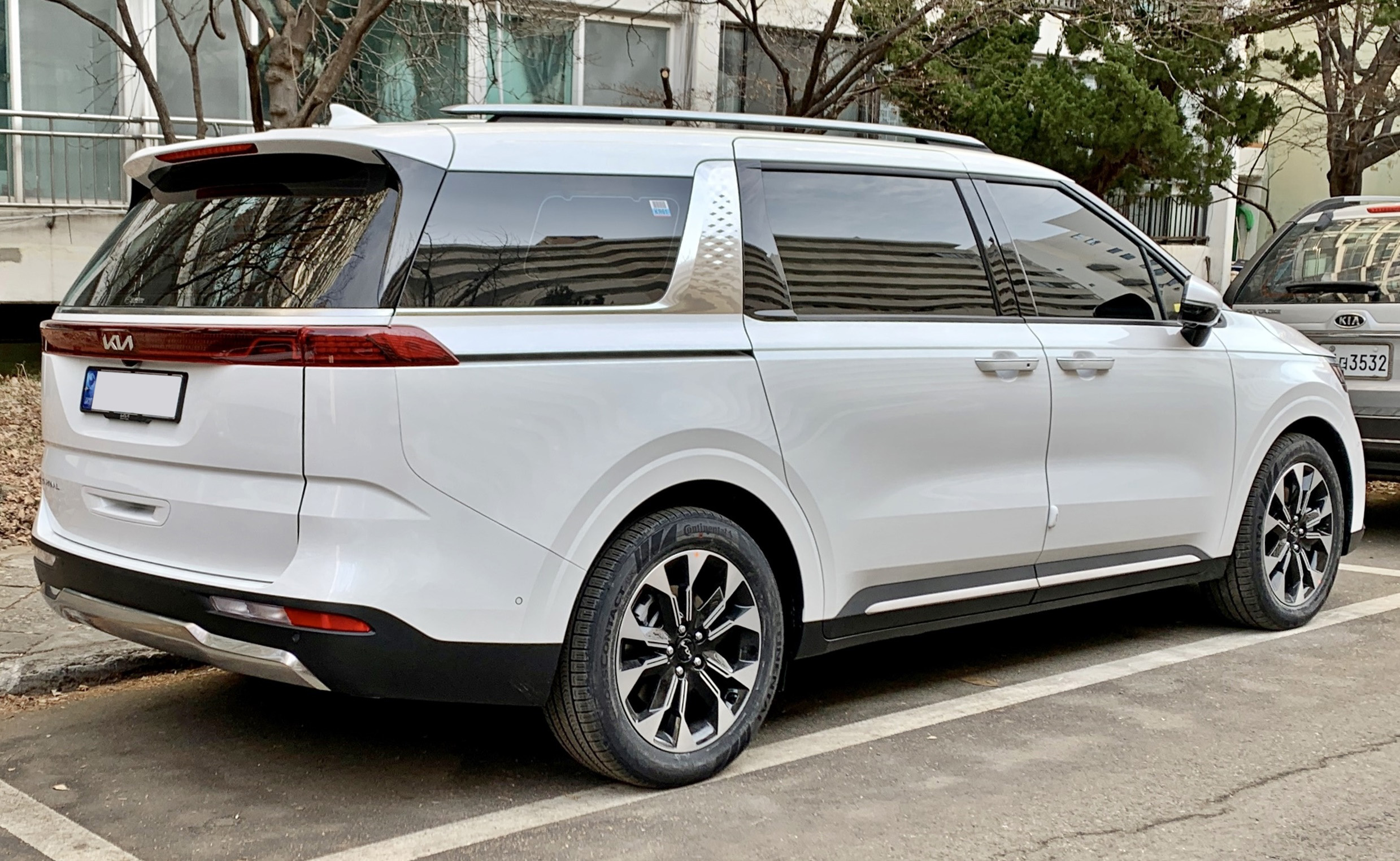
Vista trasera
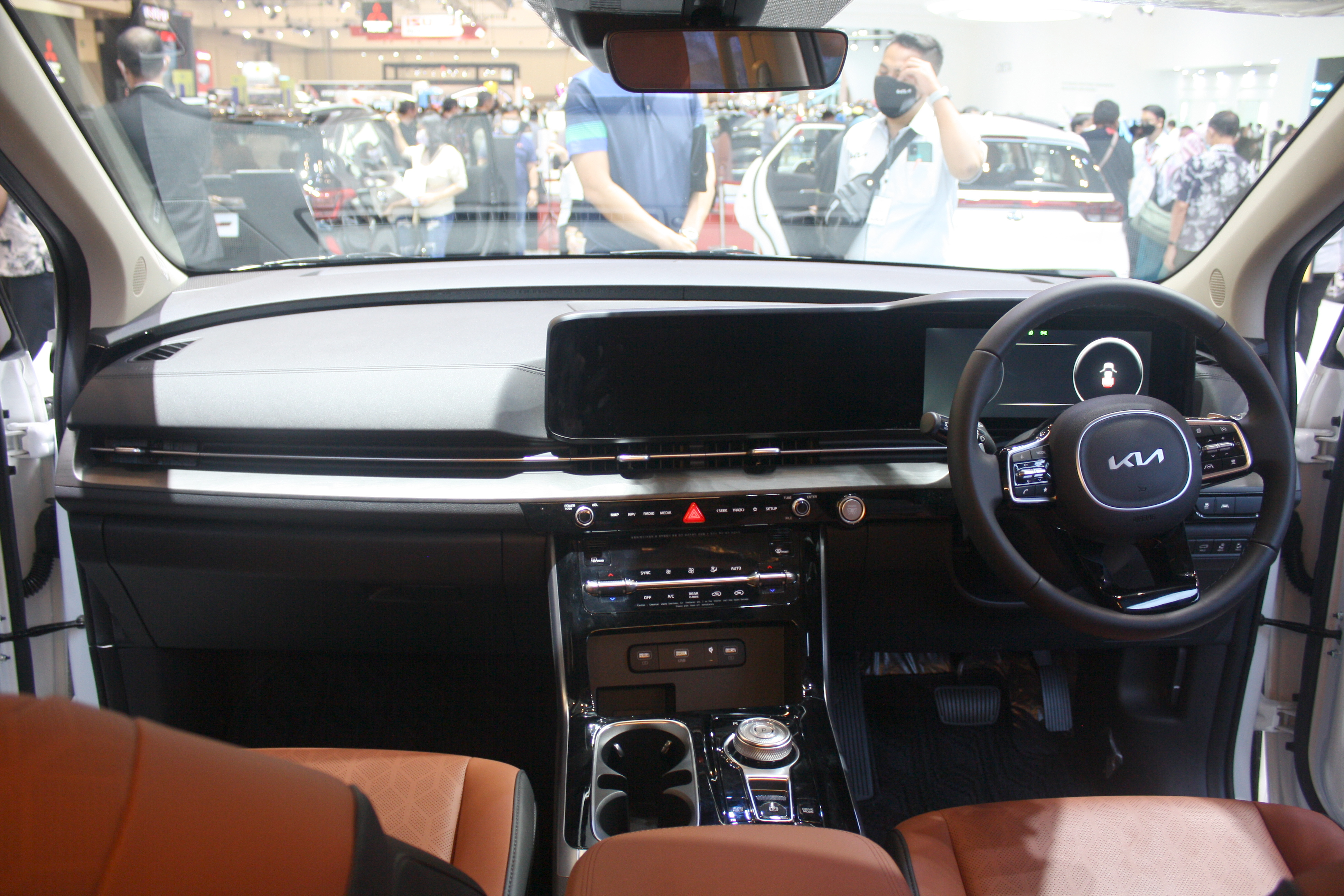
Interior

### Mercados

#### América del Norte
La denominación Sedona fue introducida en Estados Unidos en 2001 y se usó hasta la cuarta generación, cuando Kia comenzó a usar la denominación Carnival a nivel global. Hizo su debut virtual en el mercado estadounidense para el año modelo 2022 el 23 de febrero de 2021. En el mercado estadounidense, el Carnival 2022 solo se ofrece con el motor V6 GDi Smartstream G3.5 de 290 hp. El automóvil salió a la venta en Estados Unidos y Canadá a partir de mayo de 2021. Para el mercado de América del Norte, el Carnival se importa completamente ensamblado desde Corea del Sur.

#### China
La cuarta generación del Carnival fue introducida en China en septiembre de 2020 como modelo importado. Está equipada con el motor de gasolina GDi de 3.5 litros. Se ensambla localmente desde septiembre de 2021 utilizando kits semidesarmados importados. El Carnival ensamblado localmente está equipado con el motor de gasolina T-GDi de 2.0 litros construido localmente.

#### Indonesia
La cuarta generación del Carnival fue introducida en Indonesia el 11 de noviembre de 2021, en la 28ª Feria Internacional del Automóvil de Gaikindo en Indonesia. Está disponible en dos versiones, Dynamic y Premiere, con configuración de 11 asientos y solo disponible con el motor diésel de 2.2 litros. La versión de 7 asientos llamada "Premiere" se lanzó más tarde en 2022.

#### Rusia
En marzo de 2021, la cuarta generación del Carnival salió a la venta en Rusia y otros mercados de la CEI. Se ensambla en Kaliningrado por Avtotor y está disponible en configuraciones de 7 y 8 asientos.

#### Tailandia
En noviembre de 2020, se lanzó la cuarta generación del Carnival en Tailandia. Está disponible con tres versiones, todas con 11 asientos como estándar. La versión actualizada del Carnival se introdujo en Tailandia en septiembre de 2021. Se ofrecen tres niveles de equipamiento (Limited, EX y SXL) y todos vienen con 11 asientos y el motor diésel turboalimentado Smartstream R de 2.2 litros como estándar.

#### Vietnam
La cuarta generación de Kia Carnival para Vietnam se presentó el 9 de octubre de 2021 y cuenta con 2 opciones de motor que incluyen el motor diésel turboalimentado Smartstream D2.2 CRDi y el motor de gasolina naturalmente aspirado Smartstream G3.5 MPI. El Carnival se ensambla por THACO para el mercado vietnamita con 5 niveles de equipamiento.

#### Malasia
A finales de 2021, se presentó y salió a la venta en Malasia el Carnival de cuarta generación para el mercado local, en configuración de 11 asientos como modelo CBU, mientras que el modelo CKD salió a la venta a finales de julio de 2022. El modelo CKD se vende junto con el modelo CBU y está disponible en configuraciones de 7 u 8 asientos. La configuración de 8 asientos viene en 2 versiones, Mid y High, mientras que la de 7 asientos solo está disponible en la variante High. Independientemente del modelo y las variantes, solo está disponible con el motor 2.2D Smartstream, emparejado con una transmisión automática de 8 velocidades. El Carnival se fabrica en la nueva planta de ensamblaje de Kia Motor Manufacturing Malaysia (KMMM) ubicada en Kulim, Kedah, que atenderá tanto a los mercados internos como a los de exportación.

#### Filipinas
La cuarta generación del Carnival se lanzó en Filipinas en febrero de 2022. Se ofrece en 2 versiones; base EX y la versión superior SX, ambas con el motor diésel de 2.2 litros.